# Sent Orador de Chirosa
Sent Orador de Chirosa (en francès Saint-Oradoux-de-Chirouze) és una comuna (municipi) de França, a la regió de la Nova Aquitània, departament de la Cruesa.
La seva població al cens de 1999 era de 74 habitants. Està integrada a la Communauté de communes des Sources de la Cruesa.

## Demografia
| 1968 | 1975 | 1982 | 1990 | 1999 |
| ---- | ---- | ---- | ---- | ---- |
| 116  | 71   | 65   | 55   | 74   |

## Administració
| Període | Identitat       | Partit |
| ------- | --------------- | ------ |
| 2001-   | Pierre Salagnac | PS     |